# Ichnestoma
Ichnestoma is een geslacht van kevers uit de familie bladsprietkevers (Scarabaeidae). Het geslacht werd voor het eerst wetenschappelijk beschreven in 1834 door Gory en Percheron.

## Soorten
- Ichnestoma albomaculata Gory & Percheron, 1833
- Ichnestoma cuspidata (Fabricius, 1787)
- Ichnestoma ficqi Stobbia, 1995
- Ichnestoma krikkeni Holm, 1992
- Ichnestoma luridipennis Burmeister, 1842
- Ichnestoma nasuta Schaum, 1848
- Ichnestoma perstriata Holm, 1992
- Ichnestoma picta Péringuey, 1885
- Ichnestoma pringlei Perissinotto, Smith & Stobbia, 1999
- Ichnestoma rostrata Janson, 1878
- Ichnestoma stobbiai Holm, 1992
- Ichnestoma struempheri Holm & Perissinotto, 2004